# Pierre Heymans
Pierre Heymans ou Pierre Marie Heijmans (Bruxelas, setembro de 1935) é um pintor, poeta e escultor belga. Realizou numerosas exibições na Bélgica, Canadá, Itália, França, Estados Unidos e Brasil. Atualmente mora no Brasil, na cidade de Belo Horizonte.

## Biografia
Pierre Heymans nasceu em Bruxelas, na Bélgica, mas se mudou ainda criança para o continente americano. Seu pai era um fabricante de sabão, que em busca de melhor matéria-prima, mudou a família primeiro os Estados Unidos, depois para Toronto, no Canadá, no período da Segunda Guerra Mundial. Pierre Heymans morou lá entre 1939 e 1946, ano em que voltou a Bruxelas, aos dez anos de idade. Ao retornar e conhecer melhor sua cidade natal, desejou tornar-se pintor.
Atuou como professor convidado da escola de Belas Artes da UFMG, oferecendo o curso Escultura Figurativa, bem como da Faculdade de Educação da UFMG, ministrando palestras e iniciando estudantes de pedagogia na apreciação de obras de arte. Além disso, tem sistematicamente colaborado para a unidade de Estética e Educação, no curso de Filosofia da Educação da Faculdade de Educação da UFMG.

## Prêmios
Recebeu Medalha de honra da Cidade de Paris em 1956. Jé em 1960, recebeu o 1º Prêmio do Município de Woluwe-Saint-Lambert; a Medalha da cidade de Villers-la-Ville; o Prêmio dos artistas profissionais da Bélgica; a Medalha de Prata do Conselho Europeu de Arte e Estética; o Pêmio de Poter; assim como a Bolsa Charles Buls. Em 1989, ganhou o Prêmio Pierre Poirier, pela sua exposição de pinturas a óleo em Gand, na Galeria Vyncke Van Eyck. Também foi ganhador de quatro Grandes Distinções da Academia Real de Belas-Artes de Bruxelas, entre 1969 e 1973. Além disso, ganhou Medalha de Prata da Cidade de Bruxelas. Recebeu a condecoração de Cavaleiro do Mérito Artístico. É Membro do Ciclo de Arte de Ixelles Emile Bouillot e também do Grupo de Arte Gryday.

## Obra
O pintor belga Raymond Coumans (1922–2001), declarou, em 1980, Pierre Heymans como um artista brilhante cujo desenho é ativo. Segundo Coumans,

ele tem a percepção da composição e é mestre na distribuição das cores. Pierre Heymans não vai em busca da complicação. Ele olha em torno de si, por vezes com ironia, mas também com ternura. Ele aborda com nobreza a paisagem, os interiores, a figura humana. Sua paixão pela paisagem do mar é total e completa. Renova-a totalmente, integrando-a numa longa tradição. Leva-me a pensar em Munch e Spillaert. Sua arte, como a deles, é uma confissão na qual se encontram simultaneamente a alegria e a angústia, e essa profunda inquietação do homem diante da imensidão da natureza. Eu acredito em Pierre Heymans. Sua obra é, antes de tudo, humana e quanto mais humana é uma obra, mais o tempo enriquecerá sua beleza e renovará o seu significado, tornando-a amada. Eu acredito em Pierre Heymans, pintor autêntico, pois somente as obras que não renunciam à vida poderão oferecer uma imagem elevada do nosso tempo às gerações futuras e servirão como exemplo para aqueles que vão retomar a tocha depois de nós.— Raymond Coumans (1980)
Segundo o Dictionnaire des Arts Plastiques Modernes et Contemporains, de Jean-Pierre Delarge (2001), Pierre Heymans proporciona “uma atmosfera muito discreta e plena do classicismo dos meios. Sem elevar o tom, ele encontra a frequência que convém a uma tempestade sobre Flandres, um raio de sol na Ardenne úmida ou uma claridade num céu chumbo marinho. Suas figuras levam em conta a temporalidade, apreendida num instante preciso”.Anita Nardon, acrescenta: “Parece que ele modifica a realidade das coisas conforme uma imagem perseguida há muito tempo”.
Já o Dictionnaire biographique illustré des Artistes en Belgique, depuis 1830, registra: “Pintor, desenhista, aquarelista de paisagens, do mar, de retratos e de nus. Escultor. É, sem dúvida, na eclosão da paisagem que ele exterioriza o melhor de suas impressões, seus estados d’alma, sua necessidade de evadir-se, seu amor pela pintura. Sua Bruxelas, sua Veneza e seu Canadá lhe permitem ampliar o conhecimento de um artista observador e caloroso”.
E Dicionário dos pintores belgas do século XIV aos nossos dias, o cita como “Pintor figurativo (...) paisagista (...) sensível retratista, fino desenhista e dotado pintor do mar, também escultor e gravador.”
Entre as obras de Pierre Heymans, encontra-se “40 anos de amor por Bruxelas” (1991), que foi exibida na prefeitura de Bruxelas e também mostrada pela televisão. Na ocasião, Pierre afirmou: “amo o que faço e, se pinto Bruxelas, é porque é uma cidade colorida, plena de vida!”.
O município de Schaerbeek, em Bruxelas, exibiu em 1994 uma retrospectiva de seu trabalho sobre o litoral belga. Hors saison é um livro sobre essa exposição, composto por desenhos, esboços, gravuras, aquarelas e pinturas a óleo. Muitas de suas obras foram adquiridas por municípios belgas, como Provence de Brabant, Woluwe-Saint-Lambert, Schaerbeek, Martelange.

## Obras
- Jean Philippe et François. Bruxelles: Marinx, 1965
- Bruxelles. Bruxelles: De Clerck, 1972
- Ballet. Bruxelles: Roger Bulens. 1975
- Bruxelles II. Bruxelles: De Clerck, 1982
- Valerie e les oiseaux. Bruxelles: Auspert & Cie, 1984
- Hors saison. Bruxelles: Auspert & Cie, 1993
- Praha. Bruxelles: Auspert & Cie, 1999
- Agenda 1994. Ilustrações com argumentos sobre Veneza. Bruxelles: Auspert & Cie, 1994
- Agenda 1995. Ilustrações argumentos sobre Bruxelas. Bruxelles: Auspert & Cie, 1995
- Agenda 1996. Ilustrações com argumentos sobre Ostende. Bruxelles: Auspert & Cie, 1996
- Arte uma linguagem natural.
- Heijmans, Pierre ; Dore, R.; Suzuki, Naoko. Glimpses of Art in Basic Education: Some Lessons through Experiences in Brazil and in Europe. Journal of University Extension, v. 20, p. 57-69, 2011.

## Publicações
- Decan R. (ed.), Qui est qui en Belgique francophone? 1981-1985. Encyclopédie biographique, Bruxelles: BRD, 1981.
- Delarge, Jean-Pierre. Dictionnaire des Arts Plastiques modernes et contemporains. Paris, Gründ, 2001 (ISBN 2-7000-3055-9).
- Dictionnaire biographique illustré des artistes en Belgique depuis 1830. Bruxelles : Arto, 1987.
- Le dictionnaire des peintres belges: du XIVe siècle à nos jours. Bruxelles : La renaissance du livre. 1995  (ISBN  2-8041-2012-0).
- Nardon, Anita. 50 artistes de Belgique. Volume 4. Bruxelles: Logo, 1988-9. (ISBN 2-5537-001)
- Piron-L, Paul. Belgian Artists' Signatures, Arts Antiques Auctions, 1991, p. 226. OCLC 123241348